# Chiesa di San Giovanni Battista (Rezzoaglio)
La chiesa di San Giovanni Battista è un luogo di culto cattolico situato nella frazione di Priosa nel comune di Rezzoaglio, nella città metropolitana di Genova. La chiesa è sede della parrocchia omonima del vicariato di Bobbio, Alta Val Trebbia, Aveto e Oltre Penice della diocesi di Piacenza-Bobbio.

## Storia e descrizione

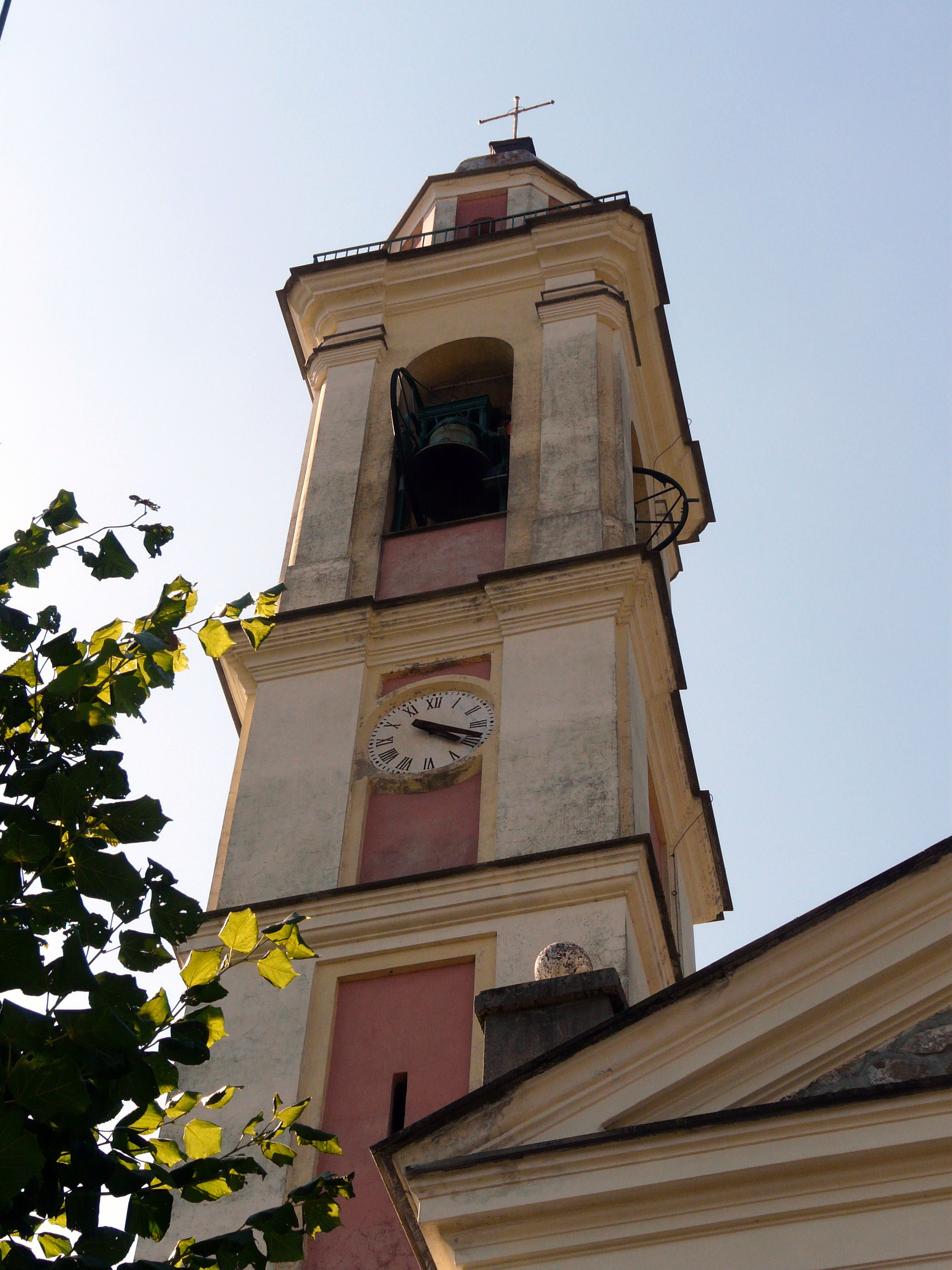
Particolare del campanile

Ancora prima del XVII secolo l'edificio era un oratorio, già dedicato a san Giovanni Battista. Fu dal 21 marzo 1659 che, distaccata dalla precedente giurisdizione della parrocchia di San Bernardo di Cabanne, divenne chiesa parrocchiale.
L'attuale aspetto dell'edificio è il frutto dei lavori effettuati tra il 1787 e il 1788 quando venne prolungato di una campata nella sua parte anteriore e costruite le volte in muratura. L'attiguo campanile venne edificato in un periodo coevo.
Nel 1856 un abbassamento di 60 centimetri dell'originario pavimento portò all'eliminazione delle tombe presenti. Nuovi lavori alla facciata sul finire degli anni sessanta del Novecento, gestiti e curati dall'architetto rapallese Italo Primi, portarono al ripristino della facciata originaria in pietra eliminando le intonacature presenti. Fu il pittore genovese Cesare Donati, nel 1956, ha realizzare gli affreschi della chiesa che sono stati restaurati alla fine del XX secolo.
All'interno le due cappelle laterali, entrambe con altari del XVIII secolo, sono dedicate a san Giovanni Battista (nella parte destra) e alla Madonna della Neve sulla sinistra. Conserva una cassa processionale lignea della Madonna della Neve, un crocifisso processionale e alcune statuine da presepe forse opera dello scultore Anton Maria Maragliano.
Anticamente era qui conservato un secondo crocifisso ligneo del Maragliano, detto "delle Donne", successivamente alienato dal locale parroco dopo il rammodernamento e la ristrutturazione della chiesa.